# Смольники-Повідзькі
Смольники-Повідзькі (пол. Smolniki Powidzkie, нім. Stefansdorf) — село в Польщі, у гміні Повідз Слупецького повіту Великопольського воєводства.
Населення — 61 особа (2011).
У 1975-1998 роках село належало до Конінського воєводства.

## Демографія
Демографічна структура станом на 31 березня 2011 року:
|          | Загалом | Допрацездатний вік | Працездатний вік | Постпрацездатний вік |
| -------- | ------- | ------------------ | ---------------- | -------------------- |
| Чоловіки | 29      | 4                  | 22               | 3                    |
| Жінки    | 32      | 5                  | 22               | 5                    |
| Разом    | 61      | 9                  | 44               | 8                    |